# Sunil Chhetri
Sunil Chhetri (Secunderabad, 3 augustus 1984) is een Indiase voetballer die doorgaans speelt als spits voor Bengaluru FC. Hij is zeven keer benoemd tot Speler van het Jaar bij de Indiase voetbalbond. Chhetri won vier keer de I-League en één keer de Indian Super League. Sinds 2005 speelt hij voor het Indiaas elftal waar hij met 94 doelpunten topscorer is.

## Clubcarrière
Chhetri werd in 2001 opgeroepen om te spelen voor het Indiaas elftal op het Aziatisch schoolkampioenschap in Kuala Lumpur. In 2002 speelde hij met City Club Delhi op de Durand Cup, waar hij werd gescout voor een proefperiode bij Mohun Bagan in Calcutta. Na een proefperiode kreeg hij een contract om te spelen voor het eerste elftal van Mohun Bagan. Later zei hij moeite te hebben gehad bij Mohun Bagan, mede vanwege druk van de supporters. In 2005 maakte Chhetri de overstap naar JCT FC. In 2007 had hij een proefperiode bij Coventry City, maar het kwam niet tot een overgang. Chhetri werd voor 2007 voor het eerst benoemd tot Speler van het Jaar bij de Indiase voetbalbond. Later ging hij spelen voor East Bengal, waar hij in oktober 2011 de interesse trok van de Europese clubs Leeds United en GD Estoril-Praia. Hij kreeg vervolgens een contract aangeboden van Queens Park Rangers, maar ging niet voor de club spelen vanwege problemen met een werkvergunning. Chhetri won in 2010 met Dempo SC de I-League. Hij werd in 2010 de derde Indiase voetballer, na Mohammed Salim en Bhaichung Bhutia, die in een buitenlandse competitie speelde, toen hij ging spelen voor Sporting Kansas City in de Major League Soccer. Chhetri speelde voor die club uiteindelijk één officiële wedstrijd, in de kwalificatie voor de US Open Cup, alsook een oefenwedstrijd tegen Manchester United, voordat hij de club in 2011 verliet. Een jaar later keerde hij terug naar India om te gaan spelen voor Chriag United.
In 2011 had Chhetri een proefperiode van een week bij Rangers FC, waar hij volgens hemzelf te weinig kansen kreeg van trainer Ally McCoist. Voor 2011 werd hij voor een tweede keer benoemd tot Speler van het Jaar bij de Indiase voetbalbond. Chhetri ging in 2012 wederom spelen in het buitenland, ditmaal bij Sporting CP. Hij werd na een week verwezen naar het B-elftal van de club, waarmee hij drie keer in actie kwam in de Liga Portugal 2. Op huurbasis keerde hij terug naar India bij Churchill Brothers, waarmee hij in 2013 de I-League won. Na vijf wedstrijden voor het reserveteam van Sporting CP gespeeld te hebben, maakte Chhetri een definitieve rentree naar India bij Bengaluru FC. In 2014 won hij met Bengaluru FC de I-League. Chhetri werd in zowel 2013 als 2014 benoemd tot Speler van het Jaar bij de Indiase voetbalbond. Hij werd in 2015 met een overstap naar Mumbai City de duurste Indiase voetballer. Bij zijn nieuwe club werd hij de eerste speler die een hattrick maakte in de Indian Super League.
Nadat hij minder speeltijd kreeg, keerde hij terug naar Bengaluru FC, eerst op huurbasis en vervolgens definitief. In de seizoenen 2013/14 en 2015/16 werd de I-League gewonnen. Chhetri werd in januari 2019 als zesde Indiase voetballer benoemd tot Padma Shri, de vierde belangrijkste burgerlijke onderscheiding van India. In het seizoen 2018/19 won Chhetri met Bengaluru FC de Indian Super League. Hij kreeg op 13 november 2021 als eerste voetballer de Khel Ratna-onderscheiding, de belangrijkste onderscheiding in de Indiase sport. In de seizoenen 2018/19 en 2021/22 werd Chhetri voor de zesde en zevende keer benoemd tot Voetballer van het Jaar bij de Indiase voetbalbond.

## Interlandcarrière

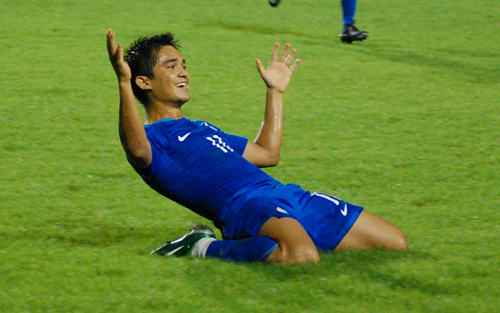
Chhetri viert een doelpunt op de AFC Challenge Cup 2008

Chhetri werd in 2005 voor het eerst opgeroepen voor het Indiaas voetbalelftal. Hij scoorde bij zijn interlanddebuut tegen Pakistan op 12 juni 2005. In 2007 hielp hij India met vier doelpunten aan de eindwinst van de Nehru Cup. Een jaar later maakte hij een hattrick tegen Tadzjikistan in de met 4–1 gewonnen finale van de AFC Challenge Cup. Chhetri won in 2011 wederom met India de Nehru Cup. In datzelfde jaar werd hij met zeven doelpunten topscorer van het gewonnen Zuid-Aziatisch kampioenschap. Hij scoorde in iedere wedstrijd, waaronder de finale, die met 4–0 werd gewonnen van Afghanistan. Hij werd ook benoemd tot speler van het toernooi. Chhetri was in 2011 voor het eerst aanvoerder van het nationale elftal, in de kwalificatie voor de AFC Challenge Cup. Bovendien evenaarde hij dat jaar Inivalappil Mani Vijayan als topscorer aller tijden van het Indiaas elftal. In 2012 won hij met India voor een derde keer de Nehru Cup. Hij maakte op 3 januari 2016 in de verlenging het winnende doelpunt tegen Afghanistan in de finale van het Zuid-Aziatisch kampioenschap. Hij speelde op de Intercontinental Cup in 2018 zijn honderdste wedstrijd voor India, tegen Kenia.
Chhetri scoorde op 10 oktober 2021 in de met 3–0 gewonnen finale van het Zuid-Aziatisch kampioenschap tegen Nepal. Hij won in 2023 voor een vierde keer met India het Zuid-Aziatisch kampioenschap, waarop hij topscorer werd en werd benoemd tot Speler van het Toernooi. Hij benutte zijn strafschop in de gewonnen penaltyseries in de halve finale tegen Libanon en in de finale tegen Koeweit. Chhetri speelde in januari 2024 in alle wedstrijden van India op het Aziatisch kampioenschap. India kwam niet tot scoren op het toernooi en werd in de groepsfase uitgeschakeld. Chhetri speelde op 26 maart 2024 zijn 150ste wedstrijd voor India. Het WK-kwalificatieduel ging met 1–2 verloren tegen Afghanistan. Hij maakte op 16 mei 2024 bekend dat hij op 6 juni 2024 tegen Koeweit zijn laatste interland zou spelen. Op het moment van de aankondiging hadden enkel Cristiano Ronaldo, Lionel Messi en Ali Daei ooit meer interlanddoelpunten gemaakt dan Chhetri. De wedstrijd tegen Koeweit eindigde in een doelpuntloos gelijkspel.

## Persoonlijk
Chhetri's vader, Kharga Chhetri, voetbalde in het leger. Chhetri's moeder, Sushila Chhetri, heeft gespeeld voor het Nepalees voetbalelftal. Chhetri heeft een zus, Bandana Chhetri. Als kind reisde Chhetri door het land, waardoor hij op verschillende scholen zat. Chhetri's vader was eerst van plan Chhetri naar het leger te laten gaan. Chhetri trouwde in 2017 met Sonam Bhattacherjee, de dochter van Chhetri's voormalige trainer Subrata Bhattacharya. Op 31 augustus 2023 werd hij vader van een zoon. In 2023 publiceerde de FIFA een driedelige documentaire over Chhetri, genaamd Captain Fantastic, waarin Chhetri onder meer vertelde dat hij voetbalde sinds hij zich kan herinneren en dat zijn gezin in zijn jeugd geldproblemen had.

## Speelstijl
De lange duur van zijn carrière en zijn arbeidsethos zijn genoemd als belangrijke factoren voor het succes van Chhetri. Bij Chhetri's komst naar Sporting Kansas City benoemde Peter Vermes dat Chhetri "sluw" en "technisch erg scherp" was en "goede aanvallende neigingen" had.

## Erelijst
Dempo SC
- I-League: 2009/10

 Churchill Brothers
- I-League: 2012/13

 Bengaluru FC
- I-League: 2013/14, 2015/16
- Indian Super League: 2018/19
- Federation Cup: 2014/15, 2016/17
- Super Cup: 2018
- Durand Cup: 2022

 India
- AFC Challenge Cup: 2008

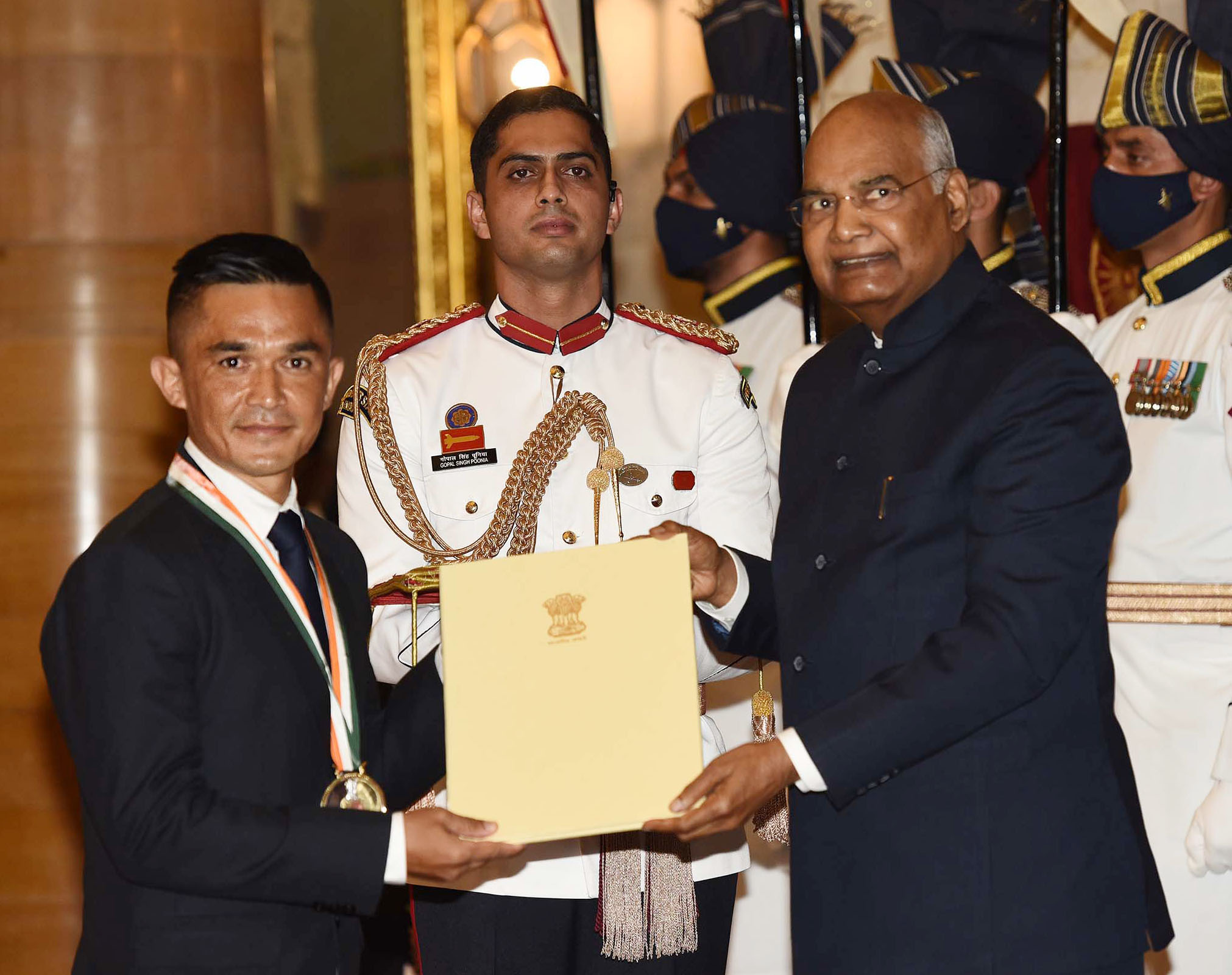
Chhetri (links) krijgt in november 2021 de Khel Ratna-onderscheiding

- Zuid-Aziatisch kampioenschap: 2011, 2015, 2021, 2023
- Nehru Cup: 2007, 2009, 2012

Persoonlijk
- Padma Shri: 2019[4]
- Khel Ratna: 2021[5]
- Arjuna Award
- AIFF Speler van het Jaar: 2007, 2011, 2013, 2014, 2017, 2018/19, 2021/22[6]